# Panthera tigris sondaica
El tigre de Java (Panthera tigris sondaica) fue una subespecie de tigre, hoy extinta, que se encontraba originalmente en la isla Indonesa de Java. De aspecto bastante similar al tigre de Sumatra (Panthera tigris sumatrae), se diferenciaba de este por su pelaje más oscuro y rayas negras más finas, abundantes y apretadas. El tigre de java dejaba los huesos y comía la carne. Algunos ejemplares de esta subespecie llegaban a tener más de 100 rayas, muchas más que cualquier otra subespecie de tigre. Así mismo, el pelo de las mejillas de los tigres de Java era más largo que el de los demás tigres, y las rayas de los flancos y la espalda se distribuían por parejas.
Se conocen fósiles de tigres primitivos en Java (Panthera tigris trinilensis) de hasta 1,2 millones de años de antigüedad, pero los modernos tigres de Java no descendían de estos, sino que llegaron a la isla a finales del Pleistoceno o principios del Holoceno, provenientes del norte. Fueron abundantes hasta el siglo XIX, cuando la población humana comenzó a incrementarse en Java y destruyó cada vez más áreas de bosque para destinarlas a la agricultura. A esta pérdida de hábitat se añadió la caza, el tráfico de sus pieles y la disminución de las presas potenciales del tigre, que ocasionó a su vez un aumento de la competencia por conseguir lo que quedaba de estas con otros depredadores de la isla como leopardos y perros salvajes.
En menos de 100 años, el tigre de Java pasó de ser considerado una peste a un animal en peligro. En la década de 1950 la población total ya se había reducido a 20 o 25 individuos dispersos por toda la isla, y en 1960 desaparecieron incluso del parque nacional de Ujung Kulon, famosa reserva natural de Java que acoge a los últimos rinocerontes de la isla. El último lugar donde persistieron los tigres fue una remota área montañosa del sureste de Java llamada Meru - Betiri, que fue protegida en 1972 (aunque eso no le salvó de padecer la tala y roturación ilegal). Ese año se produjo el último avistamiento confirmado en la zona, y en 1979 se localizaron por última vez unas huellas que podrían corresponder a tres ejemplares diferentes. Desde entonces no hay pruebas fiables de la existencia del tigre de Java, a pesar de que se han realizado algunos supuestos avistamientos desde 2008 a 2010, que probablemente corresponden en realidad a leopardos.
Se sabe que hubo tigres de Java en los zoológicos de Róterdam, Berlín y varias ciudades de Indonesia, pero toda prueba de los mismos se perdió durante la II Guerra Mundial. Las reservas creadas en Java a partir de los años 40 eran demasiado pequeñas para sostener una población de tigres y fueron por tanto incapaces de salvarlo.
En 2017 un equipo de investigadores pertenecientes a la UICN publicaron una nueva clasificación taxonómica de la familia felidae en la que solo reconocían a dos subespecies de tigres a saber: El tigre de Asia continental (Panthera tigris tigris) el cual agrupa al tigre de Bengala, siberiano, de Indochina, sur de China, malayo así como los extintos tigres del Caspio y los tigres de la Sonda (Panthera tigris sondaica) que agrupa al tigre de Sumatra así como a los ya desaparecidos tigres de Java y Bali, esta evaluación se basa en una extensa revisión de publicaciones recientes sobre la morfología del tigre y su filogeografía.

## Extinción
Fue abundante hasta el siglo XIX, cuando se incrementó la población humana en la Isla de Java, que destruyó bosques para la agricultura, inició su caza y el tráfico de pieles. También disminuyeron sus presas y aumentó la competencia con leopardos y perros salvajes. Pasó de ser considerado una alimaña a un animal en peligro hasta su extinción en 1979.